# Cercopis haupti
Cercopis haupti är en insektsart som beskrevs av Metcalf 1961. Cercopis haupti ingår i släktet Cercopis och familjen spottstritar. Inga underarter finns listade i Catalogue of Life.